# Gerd Schulte (Eishockeyspieler)
Gerd Schulte (* 27. Februar 1940; † 3. August 2020) war ein deutscher Eishockeytorwart, der hauptsächlich für den EC Deilinghofen (ECD) aktiv war. Er gehörte zu den Gründungsmitgliedern des ECD und stieg mit der Mannschaft bis in die zweithöchste deutsche Spielklasse auf.

## Karriere
Erste Berührungspunkte mit dem Eishockeysport hatte Gerd Schulte, als kanadische Soldaten nach ihrer Stationierung in seinem Heimatort Deilinghofen Mitte der 1950er Jahre in ihrer Kaserne eine Eisfläche anlegten. Zusammen mit anderen Jugendlichen ahmte er das Spiel der Kanadier zunächst auf der Straße nach, ab 1957 konnten sie einmal wöchentlich auch die Eisfläche im Fort Prince of Wales nutzen. Im ersten Spiel dieser Jugendmannschaft am 8. März 1858 gegen eine kanadische Nachwuchsauswahl stand er bereits im Tor. Im Februar 1959 gehörte er zu den 17 Jugendlichen, die den EC Deilinghofen gründeten.
Das Team startete dann allerdings ohne Schulte im Nachwuchsbereich in den Spielbetrieb, weil er als einer der ältesten Aktiven dieser Zeit in der Jugendliga bereits nicht mehr spielberechtigt war. Daher kam er von 1959 bis 1961 nur in Freundschaftsspielen zum Einsatz, zumeist als Feldspieler. Ab der Spielzeit 1961/62 war der ECD dann mit Schulte im Herrenbereich aktiv. In einigen Gruppenliga-Partien, hauptsächlich gegen schwächere Gegner, ließ er in den folgenden Jahren seinem Torwartkollegen Ekke Lindermann den Vortritt und ging selbst erneut als Feldspieler aufs Eis. In der Saison 1962/63 kam er in einem Spiel gegen den Altonaer SV auf diese Weise auf zwei Tore.
Im Jahr 1965 stieg Schulte mit seiner Mannschaft aus der drittklassigen Gruppenliga in die Oberliga auf. Im Frühjahr 1969 gewann er mit dem ECD die Westdeutsche Meisterschaft. Bis zu seinem Rücktritt 1971 absolvierte er 175 Spiele für den ECD. In der Saison 1972/73 kehrte er beim EC Soest auf das Eis zurück, ehe er seine Karriere endgültig beendete.

## Erfolge und Auszeichnungen
- 1965 Aufstieg in die Oberliga mit dem EC Deilinghofen
- 1969 Westdeutscher Meister mit dem EC Deilinghofen